# Gregor Mühlberger
Gregor Mühlberger (Haidershofen, 4 aprile 1994) è un ciclista su strada austriaco che corre per la Movistar Team. Ha caratteristiche di scalatore, ed è professionista dal 2016.

## Palmarès
- 2014 (Tirol Cycling Team, sette vittorie)

Prologo Istrian Spring Trophy (Umago, cronometro)
Trofeo Banca Popolare di Vicenza
3ª tappa Carpathian Couriers Race (Horní Lideč, cronometro)
Classifica generale Carpathian Couriers Race
3ª tappa Oberösterreich Rundfahrt (Traun > Garsten)
Campionati austriaci, prova in linea Under-23
Campionati austriaci, prova a cronometro Under-23
- 2015 (Team Felbermayr Simplon Wels, sette vittorie)

Grand Prix Izola
2ª tappa Corsa della Pace Under-23 (Głuchołazy > Praděd)
Classifica generale Corsa della Pace Under-23
Internationale Raiffeisen Grand Prix
4ª tappa Oberösterreich Rundfahrt (Thalheim > Steyr)
Classifica generale Oberösterreich Rundfahrt
Campionati austriaci, prova a cronometro Under-23
- 2017 (Bora-Hansgrohe, due vittorie)

Rund um Köln
Campionati austriaci, prova in linea
- 2018 (Bora-Hansgrohe, una vittoria)

6ª tappa BinckBank Tour (Riemst > Sittard-Geleen)
- 2020 (Bora-Hansgrohe, tre vittorie)

1ª tappa Sibiu Cycling Tour (Sibiu > Bâlea Lac)
3ª tappa, 1ª semitappa Sibiu Cycling Tour (Curmătura Ștezii > Arena Platos, cronometro)
Classifica generale Sibiu Cycling Tour
- 2023 (Movistar Team, tre vittorie)

4ª tappa Tour of the Alps (Rovereto > Predazzo)
Campionati austriaci, prova in linea
2ª tappa Giro di Germania (Kassel > Winterberg)

### Altri successi
- 2012 (Juniores)

Classifica scalatori Oberösterreich Juniorenrundfahrt
- 2014 (Tirol Cycling Team)

Classifica giovani Carpathian Couriers Race
- 2015 (Team Felbermayr Simplon Wels)

Classifica a punti Corsa della Pace Under-23
Classifica a punti Oberösterreich Rundfahrt
- 2020 (Bora-Hansgrohe)

Classifica scalatori Sibiu Cycling Tour
Classifica a punti Sibiu Cycling Tour

## Piazzamenti

### Grandi Giri
- Giro d'Italia

2017: 41º
- Tour de France

2018: 76º
2019: 25º
2020: ritirato (11ª tappa)
2022: 28º
2023: 44º
2024: 56º
2025: 18º
- Vuelta a España

2016: 114º
2019: ritirato (5ª tappa)
2022: 49º

### Classiche monumento
- Milano-Sanremo

2016: 138º
- Giro delle Fiandre

2020: 100º
- Liegi-Bastogne-Liegi

2016: ritirato
2017: 63º
2018: 103º
2019: ritirato
2022: 73º
2025: ritirato
- Giro di Lombardia

2017: 88º
2019: ritirato
2023: 48º

### Competizioni mondiali
- Campionati del mondo su strada

Valkenburg 2012 - In linea Junior: 108º
Toscana 2013 - In linea Under-23: 39º
Ponferrada 2014 - Cronometro Under-23: 34º
Ponferrada 2014 - In linea Under-23: 37º
Richmond 2015 - Cronometro Under-23: 29º
Richmond 2015 - In linea Under-23: 67º
Innsbruck 2018 - Cronosquadre: 8º
Innsbruck 2018 - In linea Elite: ritirato
- Campionati del mondo di ciclocross

Sankt-Wendel - Juniores: 56º
- Giochi olimpici

Tokyo 2020 - In linea: 70º

### Competizioni europee
- Campionati europei

Goes 2012 - Cronometro Juniors: 28°
Goes 2012 - In linea Juniors: 54°